# Jaffar Pur Kalan
Jaffar Pur Kalan es una ciudad censal situada en el distrito de Delhi sudoeste,  en el territorio de la capital nacional,  Delhi (India). Su población es de 6573 habitantes (2011). 

## Demografía
Según el censo de 2011 la población de Jaffar Pur Kalan era de 6573 habitantes, de los cuales 3476 eran hombres y 3097 eran mujeres. Jaffar Pur Kalan tiene una tasa media de alfabetización del 81,09%, inferior a la media estatal del 86,21%: la alfabetización masculina es del 89,34%, y la alfabetización femenina del 71,75%.